# Ministerstwo Górnictwa Węglowego
Ministerstwo Górnictwa Węglowego – polskie ministerstwo istniejące w latach 1955–1957, powołane w celu kierowania i zarządzania całokształtem spraw związanych z górnictwem węglowym. Minister był członkiem Rady Ministrów.  

## Powołanie urzędu
Na podstawie dekretu z 1955 r. o przekształceniu urzędu Ministra Górnictwa w urząd Ministra Górnictwa Węglowego powołano nowy urząd.

## Ministrowie
- Piotr Jaroszewicz (1955)
- Franciszek Waniołka (1955–1956)

## Zakres działania urzędu
Do zakresu działania urzędu należały sprawy dotyczące przemysłu węglowego, w tym:
- eksploatacji złóż węgla,
- przerobu i uszlachetniania węgla,
- prac geologicznych w granicach określonych przepisami o państwowej służbie geologicznej,
- produkcji maszyn, urządzeń i sprzętu górniczego,
- produkcji materiałów posadzkowych i innych potrzebnych do eksploatacji złóż węgla,
- inwestycji i budownictwa węglowego,
- postępu technicznego oraz prac naukowo-badawczych,
- kadr, zatrudnienia i szkolenia zawodowego.

## Zniesienie urzędu
Na podstawie ustawy z 1957 r. o zmianach w organizacji i zakresie działania naczelnych organów administracji państwowej w niektórych gałęziach przemysłu, budownictwa i komunikacji zniesiono urząd Ministra Górnictwa Węglowego.